# آر-تايب
آر-تايب (بالإنجليزية: Type-R)، هي لعبة فيديو يابانية، تم تطويرها ونشرها من قبل شركة إريم، صدرت في الأسواق سنة 1987، وتعمل لعدة منصات، ومنها كومودور 64، سيجا ماستر سيستم وأتاري إس تي.